# Matisia cordata
El chupa chupa, sapote, zapote, zapote amarillo o zapote sudamericano, (Matisia cordata) es una especie de árbol frutal erecto, de 40 a 45 m de altura en bosques húmedos tropicales entre 1 000 y 2 000 m s. n. m. en Perú, Ecuador, Colombia, Venezuela y Brasil. 
Cultivado crece de 12 a 30 m; prefiere suelos fértiles, húmedos, no inundables. Crece bien en asociación con aguacates porque ambas especies tienen los mismos requisitos del suelo, y el zapote proporciona la cortina necesaria para los aguacates.
Tronco liso y redondo, con ramificación verticilada y ramitas pardas. Hojas simples, de 18 a 30 por 13 a 26 cm; verde oscuro, fuertemente cordadas, agrupadas en capas densas, con pubescencia corta de pelos estrellados por el envés y 7 a 9 nervios primarios. Flores amarillentas con cáliz verde pálido. Durante la floración, el tronco y las ramas gruesas se cubren masivamente de flores.
Los frutos son bayas, de un tamaño promedio de 7 por 6 cm, globosos, de pericarpio grueso, pardo verdosos por fuera y anaranjados por dentro cuando maduran. Son comestibles y muy apreciados por su sabor y aroma. El mesocarpio es fibroso y reviste cada una de sus semillas (generalmente de dos a seis), las cuales miden unos 5 cm, son relativamente duras y no comestibles, y tienen forma elpisoide o alargada.
La madera es usada para construcción y carpintería.

## Taxonomía
Matisia cordata fue descrita por Aimé Bonpland en Plantae Aequinoctiales 1: 10–12, pl. 2a, 2b, en 1805.

#### Etimología
Ver: Matisia
cordata: epíteto latino que significa "en forma de corazón", en referencia a la forma de las hojas.

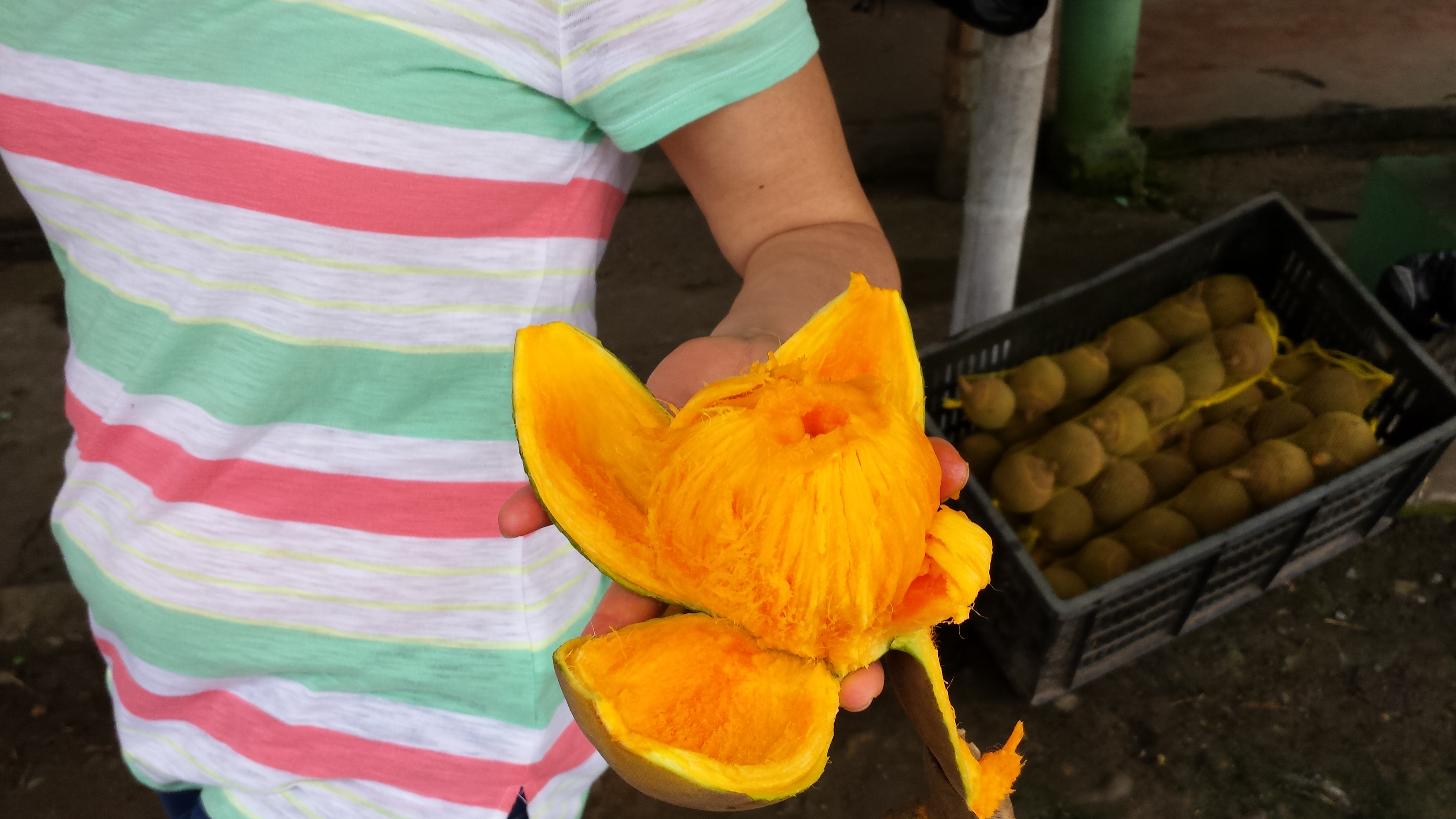
Fruto de Matisia cordata